# Segerstads församling, Karlstads stift
Segerstads församling var en församling i Karlstads stift och i Karlstads kommun. Församlingen uppgick 2006 i Nor-Segerstads församling.

## Administrativ historik
Församlingen har medeltida ursprung.
Församlingen var till 1 maj 1921 annexförsamling i pastoratet Nor och Segerstad som senast på 1500-talet utökades med Grums och Eds församlingar och 11 januari 1716 med Borgviks församling. Från 1 maj 1921 till 2006 var församlingen åter annexförsamling i pastoratet Nor och Segerstad. Församlingen uppgick 2006 i Nor-Segerstads församling.

## Kyrkor
- Segerstads kyrka